# Zygmunt Zimowski
Zygmunt Zimowski,  né le 7 avril 1949 à Kupienin (Powiat de Dąbrowa) et mort le 13 juillet 2016 à Dąbrowa Tarnowska (voïvodie de Petite-Pologne), est un archevêque catholique polonais. Il est président du Conseil pontifical pour la pastorale des services de la santé de 2009 à sa mort.

## Biographie
Zygmunt Zimowski est ordonné prêtre le 25 mai 1973 par Mgr Jerzy Ablewicz, évêque de Tarnów.
Licencié en Théologie dogmatique de l'Université catholique de Lublin, il a ensuite obtenu un doctorat de théologie dogmatique à la faculté de théologie de l'Université d'Innsbruck.
En 1983, il entre à la Congrégation pour la doctrine de la foi et il reste jusqu'à sa nomination comme évêque de Radom, en Pologne.
Il est ordonné évêque le 25 mai 2002 par le cardinal Joseph Ratzinger, alors préfet de la Congrégation pour la doctrine de la foi.
Devenu pape sous le nom de Benoît XVI, Joseph Ratzinger le rappelle au Vatican en 2009 en le nommant président du Conseil pontifical pour la pastorale des services de la santé le 18 avril 2009. Mgr Zimowski est élevé à cette date à la dignité d'archevêque ad personam. Son arrivée à la tête d'un des organismes de la Curie romaine est assez inattendue même si Zygmunt Zimowski est connu comme étant un des proches du pape auprès duquel il a travaillé pendant dix-neuf ans.
Le 18 mai 2011, lors de la 64e Assemblée générale de l'Organisation mondiale de la santé, il s'est prononcé en faveur de la mise en place d'une « couverture sanitaire universelle »
Le 16 décembre 2013, le pape François le confirme membre de la congrégation pour les évêques.
Il meurt le 13 juillet 2016 en Pologne des suites d'un cancer du pancréas. Il fut enterré dans la cathédrale Notre-Dame de Radom le 18 juillet 2016.

## Distinctions
- Commandeur avec étoile de l'Ordre Polonia Restituta (par le président Andrzej Duda le 9 novembre 2015[7], chevalier du 16 mai 2008[8])